# Mi thứ
Mi thứ (viết tắt là Em) là một cung thứ dựa trên nốt Mi, bao gồm các nốt nhạc Mi (E), Fa thăng (F♯), Sol (G), La (A), Si (B), Đô (C), Rê (D) và Mi (E). Bộ khóa của nó có 1 dấu thăng.
Trùng với cung Mi thứ là cung Fa giáng thứ (viết tắt là F♭m), bao gồm các nốt nhạc Fa giáng (F♭), Sol giáng (G♭), La giáng kép (A), Si giáng kép (B), Đô giáng (C♭), Rê giáng kép (D), Mi giáng kép (E) và Fa giáng (F♭). Bộ khóa của nó có 3 dấu giáng và 4 dấu giáng kép.
Cung thể tương đương (relative key) với nó là cung Son trưởng và cung thể cùng bậc (parallel key) với nó là cung Mi trưởng.
Cung Mi thứ hay được sử dụng trong các tác phẩm viết cho Ghi ta.
Cung Mi thứ còn được mệnh danh là "nữ chúa của nhạc buồn".

## Tác phẩm nổi tiếng ở cung này
- Giao hưởng số 5 - Tchaikovsky
- Giao hưởng số 4 -Johannes Brahms
- New World Symphony -Antonín Dvořák
- Giao hưởng số 2 -Sergei Rachmaninov
- Giao hưởng số 7 -Gustav Mahler
- Concerto cho Piano số 1 -Frédéric Chopin
- Concerto cho Violon -Felix Mendelssohn
- Concerto cho Cello -Edward Elgar
- Caprice số 5 - Nicolo Paganini
- Vocalise Op. 34 số 14 -Sergei Rachmaninov

Étude in E minor op.25 no.5 - Frédéric Chopin

## Các tác phẩm viết ở cung này
- The "James Bond Theme"
- "Hey You" - Pink Floyd
- "Heart of Gold"- Neil Young
- "Seven Nation Army" - The White Stripes
- "Play That Funky Music"- Wild Cherry (cũng có ở Sol thứ)
- Shimmer - Fuel
- "Nothing Else Matters" - Metallica
- Buffy The Vampire Slayer Theme - Nerf Herder
- Doctor Who theme music - Ron Grainer
- The "Pink Panther Theme" - Henri Mancini
- "Working Class Hero" - John Lennon
- "Lắng Nghe Nước Mắt" - Mr.Si Rô
- "Niềm Vui Của Em" - Nguyễn Huy Hoàng